# Angelo Galli
Angelo Galli (né en 1883, mort le 10 mai 1904), est un anarchiste italien. 

## Biographie
Angelo est tué par la police pendant une manifestation à Milan en 1904.
Ses funérailles font l'objet d'un affrontement violent entre les anarchistes endeuillés et la police italienne.

### Vie privée
Son frère Alessandro (1876-1950) est aussi un anarchiste, devenu syndicaliste engagé par la suite.

## Dans la culture
Cet événement est immortalisé par une peinture de Carlo Carrà, réalisée en 1911 : Les Funérailles de l'anarchiste Galli.

## Notices
- L'Éphéméride anarchiste : notice biographique.
- (en) RA.forum : The Funeral of Angelo Galli.

## Iconographie
- Fédération internationale des centres d'études et de documentation libertaires : carte postale.